# Kinich-ahau

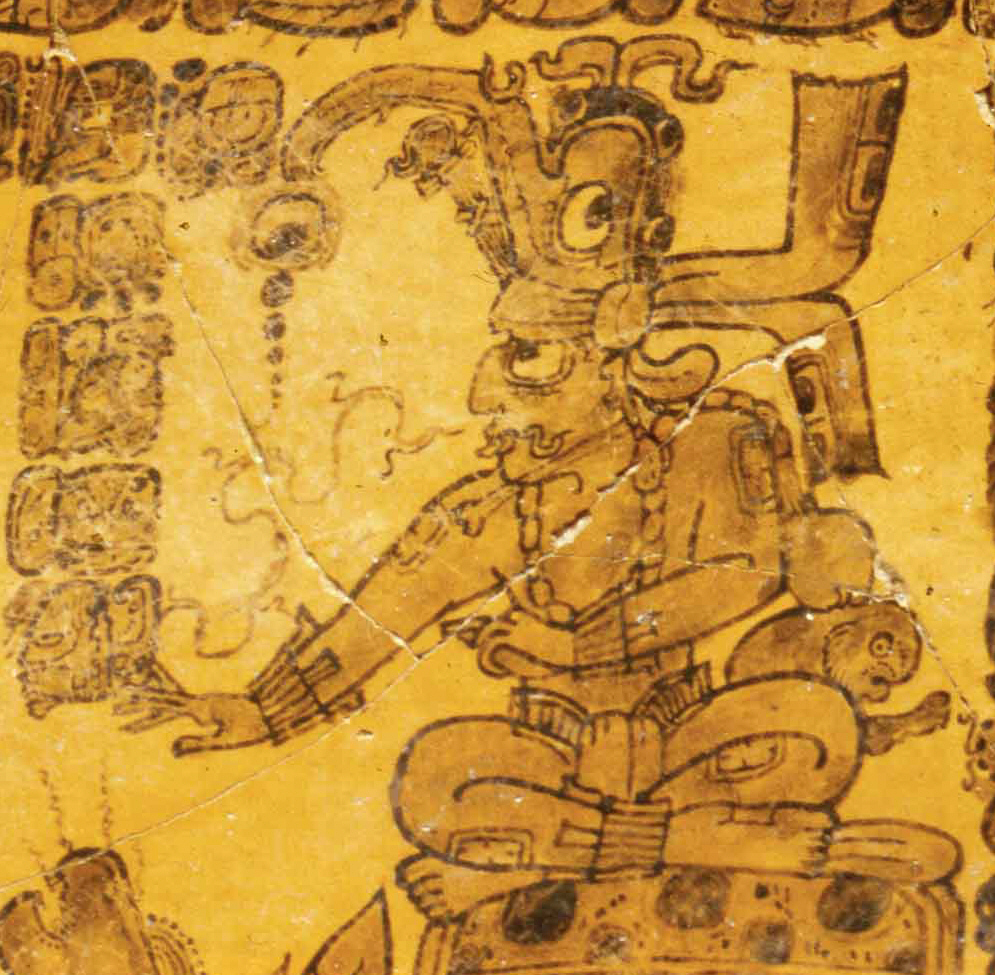
Kinich-ahau

Kinich-ahau é um dos deuses do sol, deus da poesia e da música, na mitologia maia. Seu nome significa "o senhor dos olhos de sol." Kinich-Ahau assumia diferentes formas. De dia, era um pássaro de fogo; à noite, andava no submundo dos mortos, Xibalba, como um jaguar, felino temido e admirado pelos maias. Kinich-Ahau era um dos governadores do Xibalba.
Os sacerdotes de Kinich-ahau eram conhecidos como Ah-Kin( os do sol e do tempo). 
Era o deus tutelar da cidade de Palenque, cujo Templo da Cruz lhe era dedicado.
1. ↑  Miller, Mary Ellen (1993). The gods and symbols of ancient Mexico and the Maya : an illustrated dictionary of Mesoamerican religion. Internet Archive. [S.l.]: New York : Thames and Hudson
2. ↑  «Quais são os principais deuses maias?». Super. Consultado em 13 de dezembro de 2023
3. ↑  «Mythologie maya : Kinich Ahau». mythologica.fr. Consultado em 13 de dezembro de 2023